# Château du Tertre (Port-Brillet)
Pour les articles homonymes, voir Château du Tertre.
Le Château du Tertre était un château français situé à Port-Brillet, dans le département de la Mayenne et la région des Pays de la Loire. C'est désormais une ferme située à la queue de l'étang, à 1 kilomètre du bourg. Il était auparavant situé sur la commune d'Olivet.

## Désignation
- Le domaine et appartenance du Tertre, 1444 (Aveu de Laval).
- La maison seigneuriale du Tertre, 1615.
- Le fief, seigneurie et domaine du Tertre, 1757 (Chartrier du duc de la Trémoïlle).
- Le Tertre, manoir (Hubert Jaillot et Carte de Cassini).

## Histoire
Il s'agissait d'un fief mouvant d'Olivet, domaine comprenant en 1725 : « la maison seigneuriale, la closerie du T., les métairies de la Haie, de la Pelterie, le Petit-Gué-Minot, la Sable. » Pendant que l'église de Launay-Villiers était au Bas-Bourg, les seigneurs du Tertre la regardaient souvent comme leur pour les actes religieux. Le retranchement dit ordinairement du Bas-Bourg est sur la ferme du Tertre, par conséquent en dehors du territoire de Launay-Villiers. 

## Sources et bibliographie
- « Château du Tertre (Port-Brillet) », dans Alphonse-Victor Angot et Ferdinand Gaugain, Dictionnaire historique, topographique et biographique de la Mayenne, Laval, A. Goupil, 1900-1910 [détail des éditions] (BNF 34106789, présentation en ligne)